# Sportroccia
Sportroccia è stata la prima competizione internazionale di arrampicata sportiva e si è tenuta per quattro edizioni a Bardonecchia e Arco.

## Storia
La prima edizione di Sportroccia è stata organizzata nel 1985 per iniziativa di Andrea Mellano, forte alpinista degli anni sessanta e membro del Club Alpino Accademico Italiano, e del giornalista e scrittore Emanuele Cassarà. La giuria era composta da Riccardo Cassin, Oscar Soravito, Maurizio Zanolla e Heinz Mariacher. La gara si disputava sulla Parete dei Militi in Valle Stretta vicino a Bardonecchia. Il fatto che le gare si svolgessero sulla roccia e non su pareti artificiali poneva gli organizzatori di fronte a diverse problematiche:
- sulla roccia venivano incollate delle bande colorate per delimitare le vie di gara e quindi gli appigli validi;
- le vie non partivano sempre dal terreno ma anche da terrazzini sopraelevati raggiungibili con scale, per sfruttare una zona di roccia più adatta;
- per rinnovare le vie tra una edizione e l'altra si ricorreva a scalpello e cemento.

Proprio per via di questi problemi le gare di arrampicata si spostarono progressivamente su pareti artificiali.
Nel 1986 l'evento venne diviso in due tappe: la prima ad Arco sulla parete del Colodri, la seconda a Bardonecchia.
Nel 1987 non è disputato Sportroccia. Ad Arco si è svolto invece per la prima volta il Rock Master, ancora su roccia e solo dall'anno successivo su parete artificiale.
Nel 1989 la competizione diviene una tappa della neo-nata Coppa del mondo di arrampicata 1989.
Nel 1985 e 1986 Sportroccia viene anche utilizzato per proclamare il Campione italiano, conferendo il titolo agli atleti italiani meglio piazzati.
Nel 2005 in occasione dei vent'anni dal primo Sportroccia si è svolto a Bardonecchia una convegno chiamato "1985-2005 Sportroccia vent'anni dopo Il futuro dell'arrampicata sportiva".

## Edizioni

### Sportroccia 85
La competizione si è svolta dal 5 al 7 luglio.
Migliori italiani in campo maschile: Roberto Bassi (7º), Andrea Gallo (8º).
| Pos. | Uomini          | Donne                |
| ---- | --------------- | -------------------- |
| 1    | Stefan Glowacz  | Catherine Destivelle |
| 2    | Jacky Godoffe   | Luisa Iovane         |
| 3    | Thierry Renault | Martine Rolland      |

### Sportroccia 86
La competizione si è svolta dall'11 al 13 luglio. La finale venne salita solo da Patrick Edlinger e si chiamava Caduta degli dei, 7c+.
Migliori italiani: Roberto Bassi (10º) tra gli uomini e Rosanna Manfrini tra le donne.
| Pos. | Uomini           | Donne                |
| ---- | ---------------- | -------------------- |
| 1    | Patrick Edlinger | Catherine Destivelle |
| 2    | Ben Moon         | Lynn Hill            |
| 3    | Jacky Godoffe    | Isabelle Patissier   |

### Sportroccia 88
La competizione si è svolta dal 15 al 17 luglio.
Nella manifestazione il padovano Leonardo Di Marino conquista il titolo di Campione Italiano
| Pos. | Uomini                | Donne                |
| ---- | --------------------- | -------------------- |
| 1    | Didier Raboutou       | Catherine Destivelle |
| 2    | Jean-Baptiste Tribout | Isabelle Patissier   |
| 3    | Arnould T'Kint        | Luisa Iovane         |

### Sportroccia 89
La competizione si è svolta dal 14 al 16 luglio. L'edizione 1989 di Sportroccia rappresenta anche la terza tappa della prima edizione della Coppa del mondo di arrampicata.
Migliore italiano in campo maschile: Nicola Sartori (4º).
| Pos. | Uomini          | Donne           |
| ---- | --------------- | --------------- |
| 1    | Simon Nadin     | Nanette Raybaud |
| 2    | Jerry Moffatt   | Corinne Labrune |
| 3    | Didier Raboutou | Luisa Iovane    |